# グアテマラの在外公館の一覧

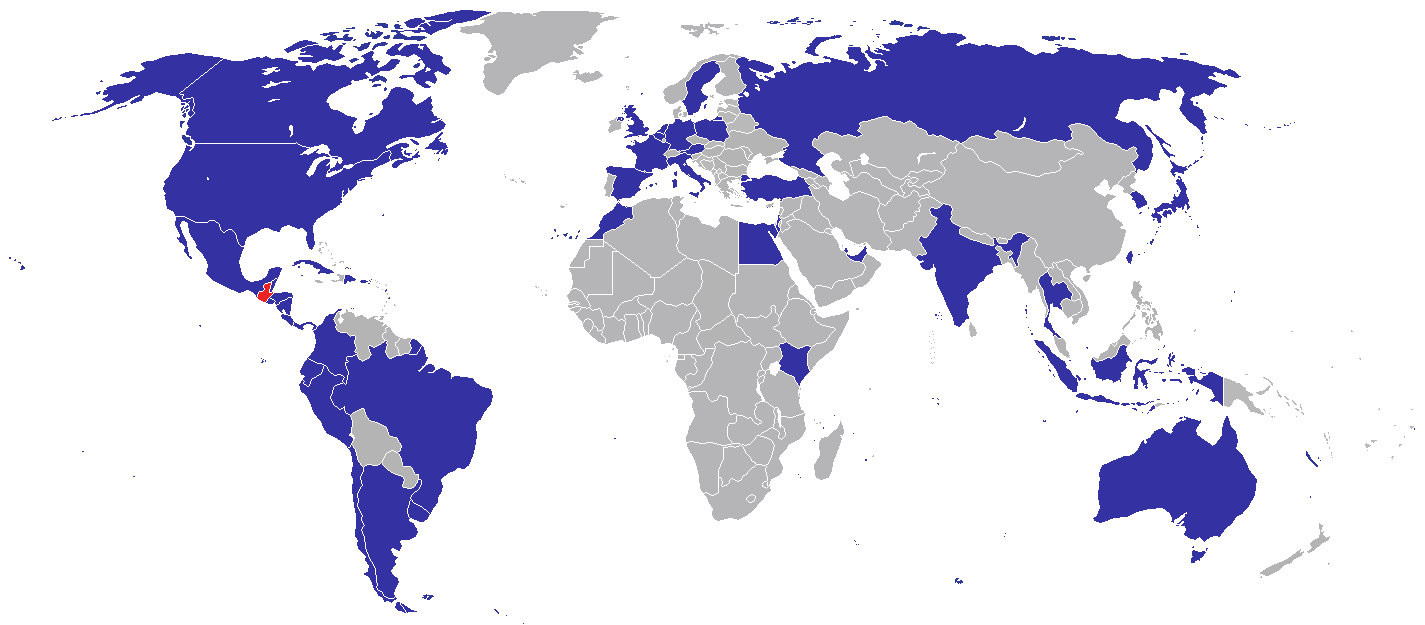
グアテマラが在外公館を設置している国

本項は、グアテマラの在外公館の一覧である。但し、名誉領事館を除く。また、北京（中華人民共和国の首都）ではなく台北（中華民国の首都）に大使館を維持している主要国のうちの一国でもある。

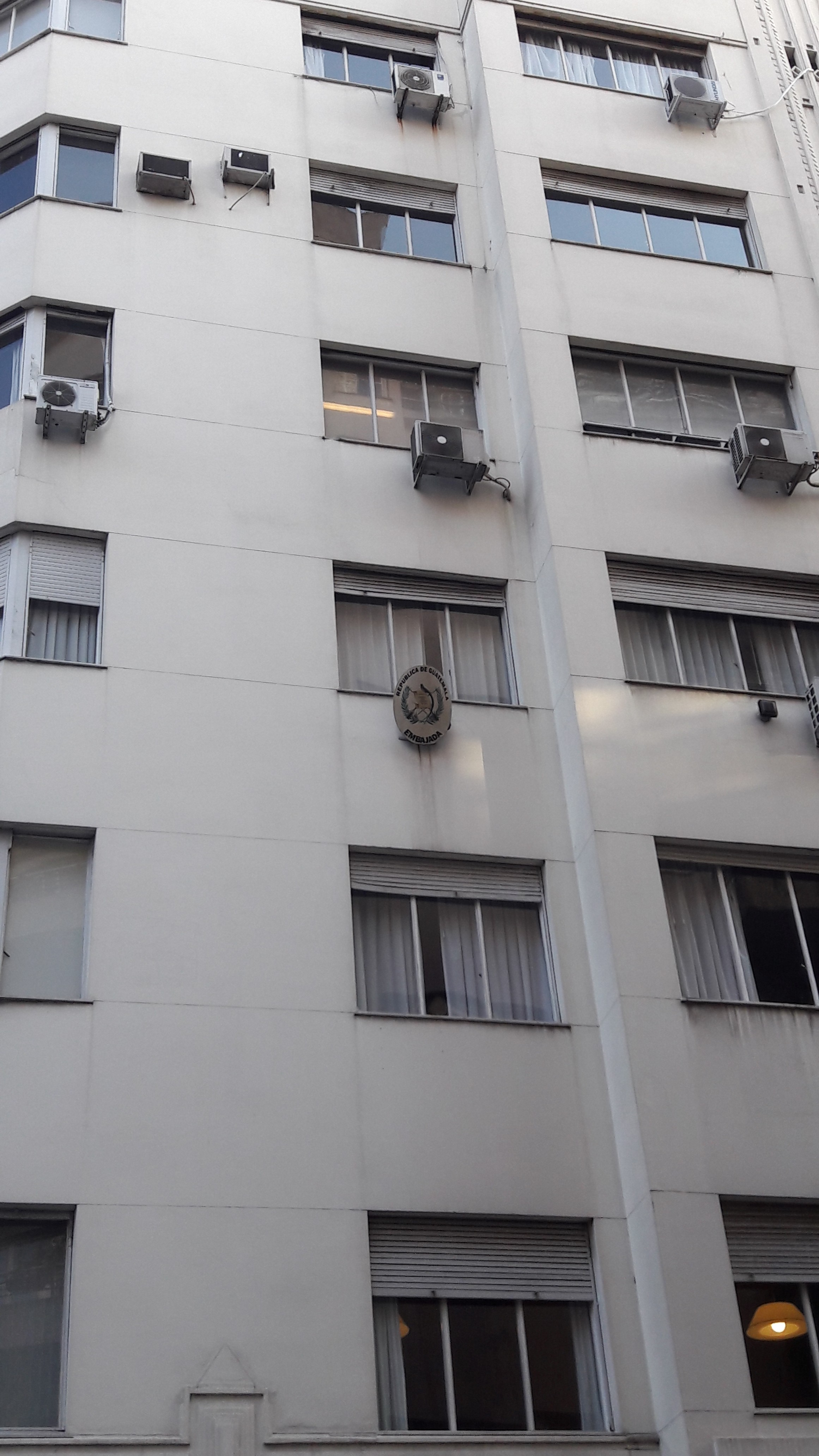
在アルゼンチングアテマラ大使館

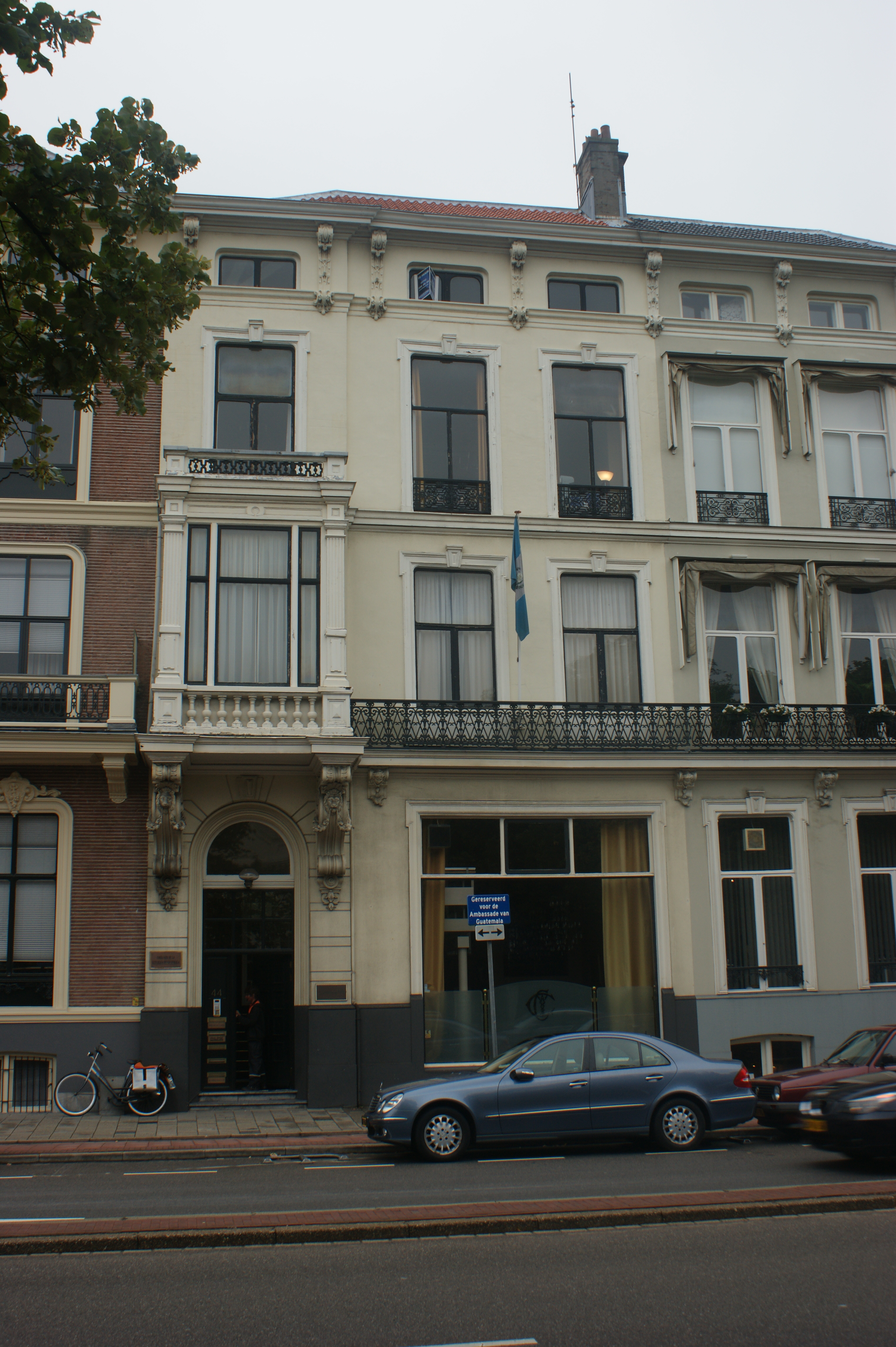
在オランダグアテマラ大使館

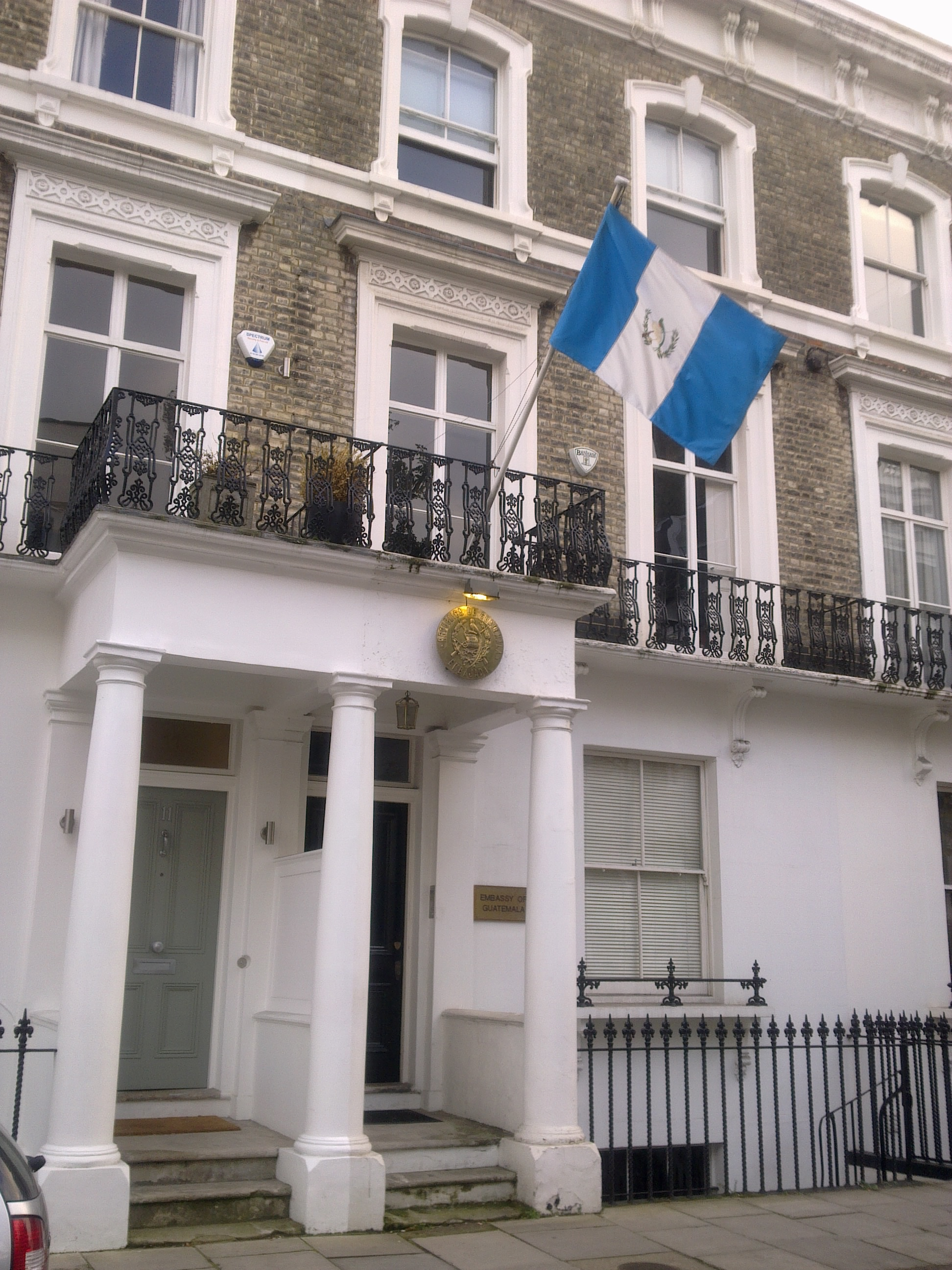
在イギリスグアテマラ大使館

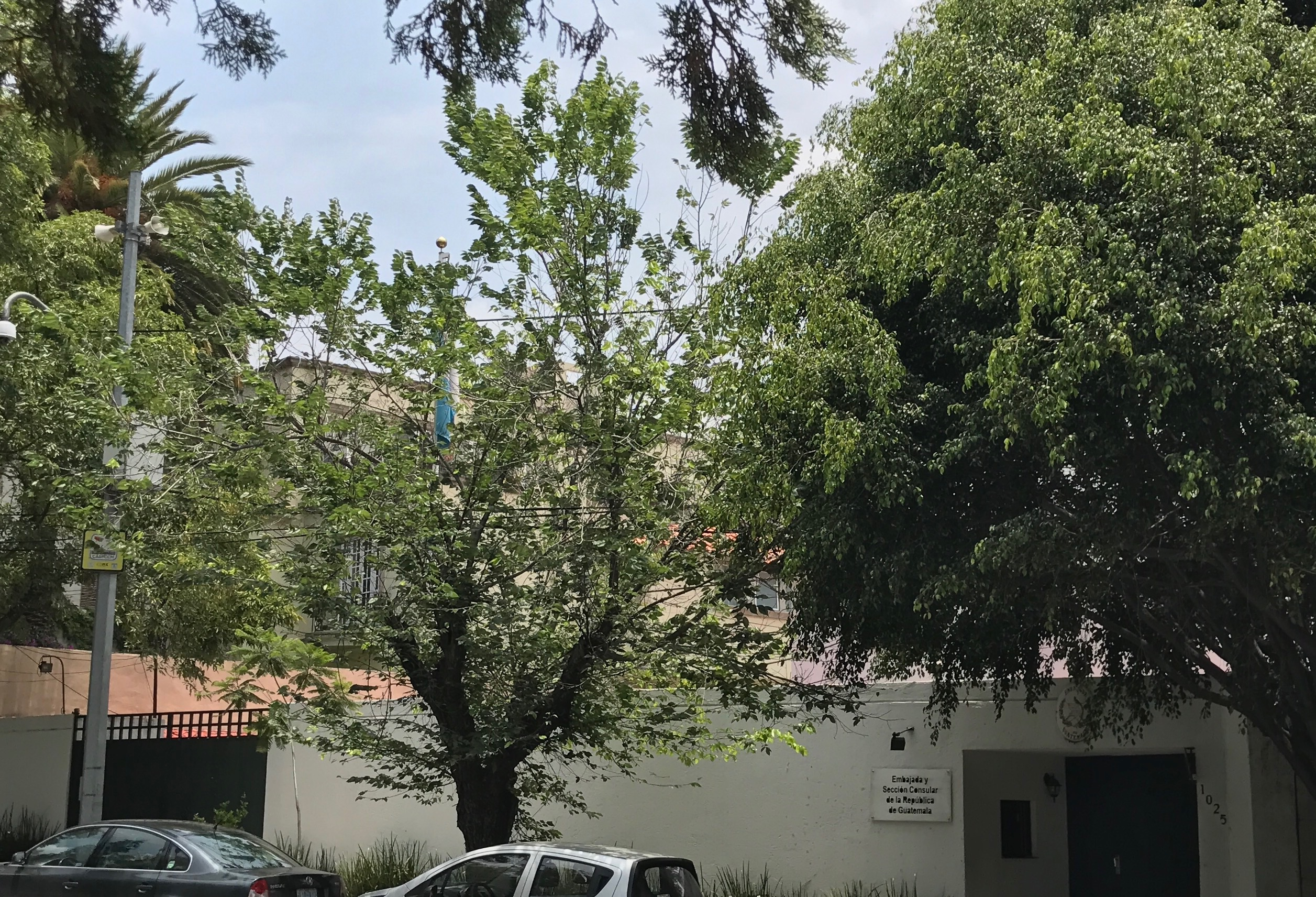
在メキシコグアテマラ大使館

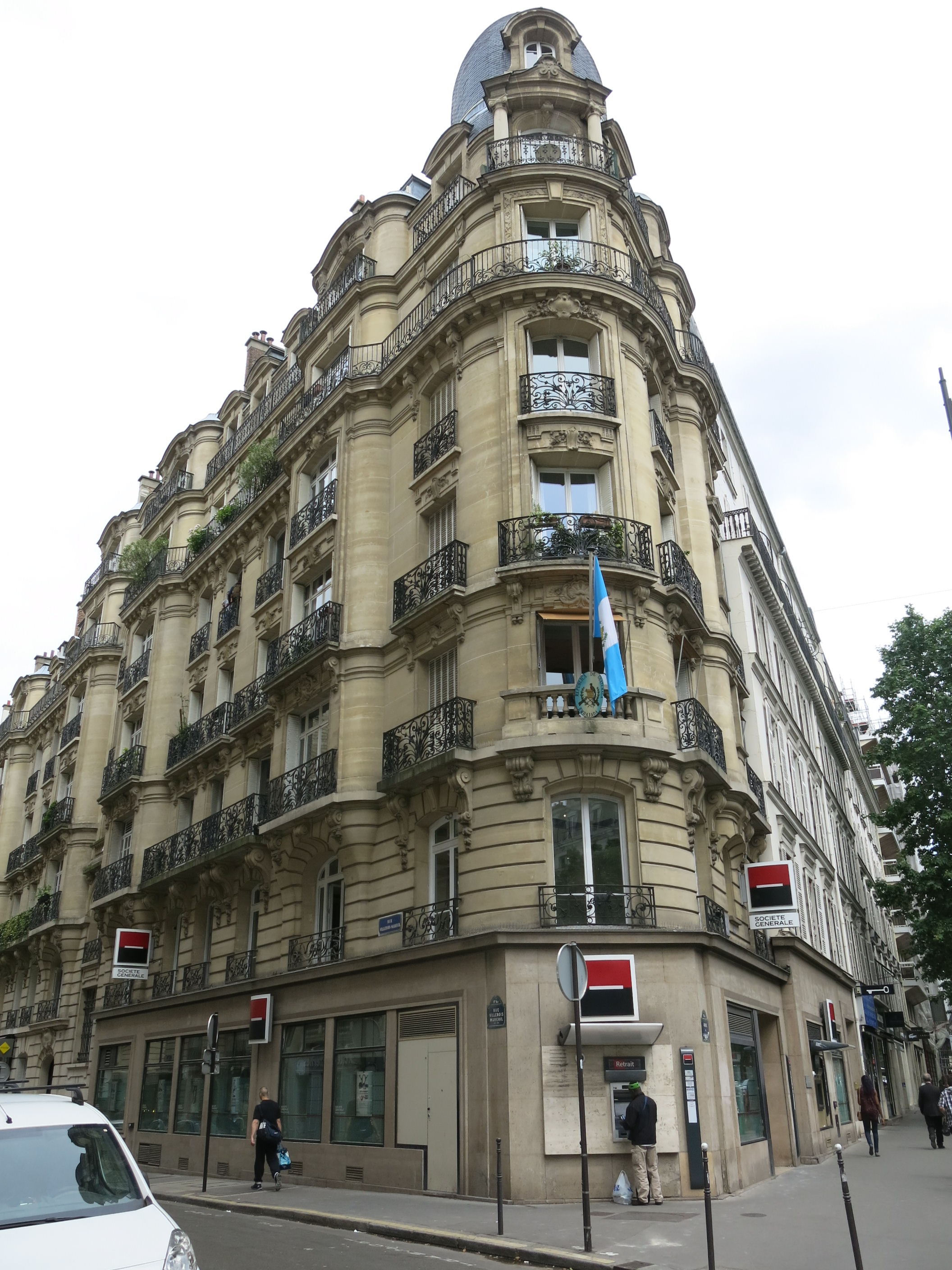
在フランスグアテマラ大使館

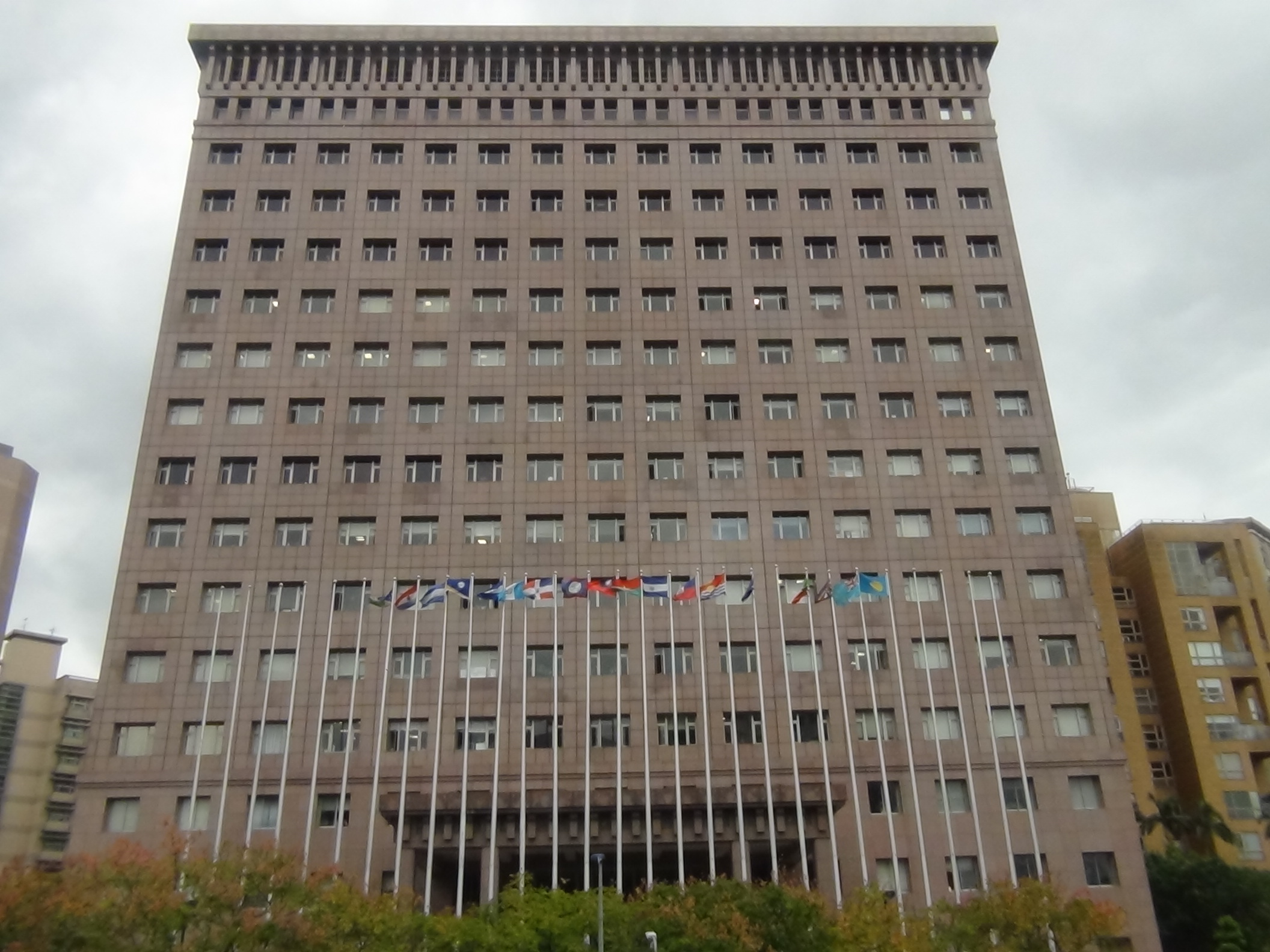
在中華民国グアテマラ大使館

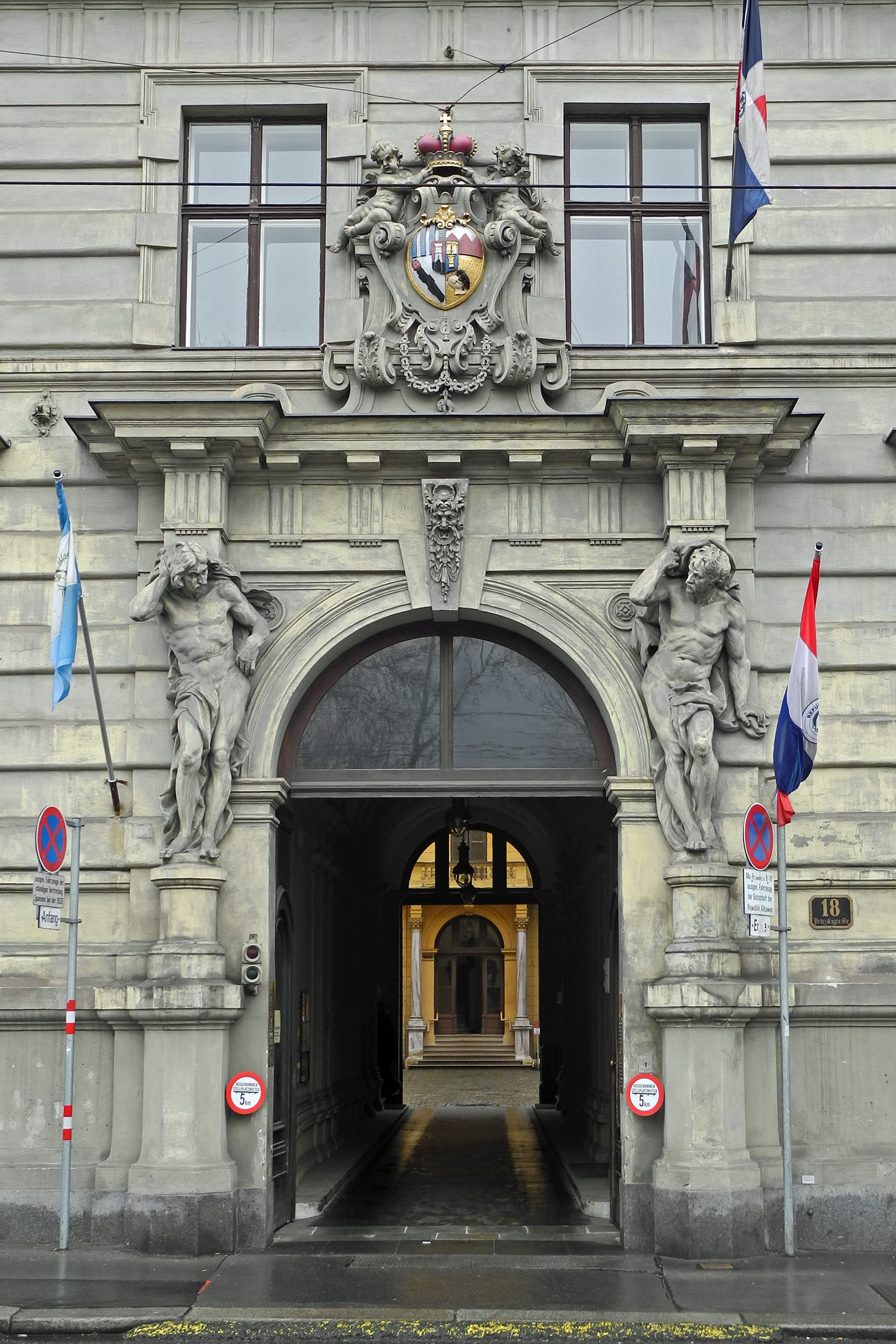
在オーストリアグアテマラ大使館

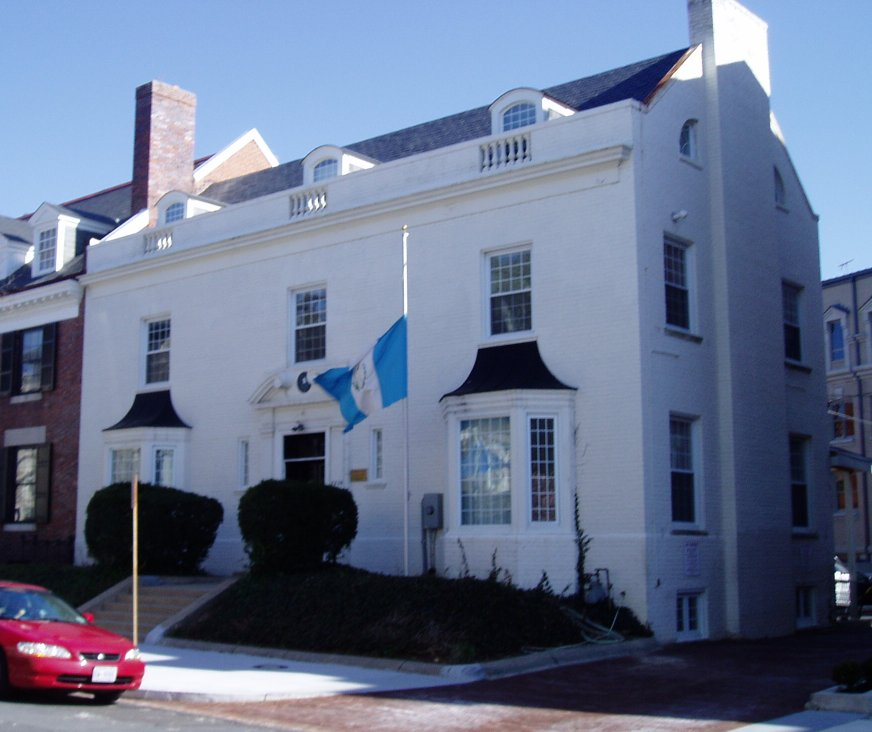
在アメリカ合衆国グアテマラ大使館

## アジア
- アラブ首長国連邦
  - 在アラブ首長国連邦大使館（アブダビ）
- イスラエル
  - 在イスラエル大使館（エルサレム）[1][2]
- インド
  - 在インド大使館（ニューデリー）
- インドネシア
  - 在インドネシア大使館（ジャカルタ）
- タイ
  - 在タイ大使館（バンコク）
- 大韓民国
  - 在大韓民国大使館（ソウル）
- 中華民国
  - 在中華民国大使館（台北）
- トルコ
  - 在トルコ大使館（アンカラ）
- 日本
  - 駐日グアテマラ大使館（東京）

## アフリカ
- エジプト
  - 在エジプト大使館（カイロ）
- 南アフリカ共和国
  - 在南アフリカ大使館（プレトリア）
- モロッコ
  - 在モロッコ大使館（ラバト）

## アメリカ
- アメリカ合衆国
  - 在アメリカ合衆国大使館（英語版）（ワシントンD.C.）
  - 在アトランタ総領事館
  - 在オクラホマシティ総領事館
  - 在サンフランシスコ総領事館
  - 在シアトル総領事館
  - 在シカゴ総領事館
  - 在シルバースプリング総領事館
  - 在デンバー総領事館
  - 在ニューヨーク総領事館
  - 在ヒューストン総領事館
  - 在フィラデルフィア総領事館
  - 在フェニックス総領事館
  - 在プロビデンス総領事館
  - 在マイアミ総領事館
  - 在ロサンゼルス総領事館
  - 在ローリー総領事館
  - 在サンバーナーディーノ領事館
  - 在ツーソン領事館
  - 在デルリオ領事館
  - 在マッカレン領事館
  - 在レイクワース（英語版）領事館
- アルゼンチン
  - 在アルゼンチン大使館（ブエノスアイレス）
- ウルグアイ
  - 在ウルグアイ大使館（モンテビデオ）
- エクアドル
  - 在エクアドル大使館（キト）
- エルサルバドル
  - 在エルサルバドル大使館（サンサルバドル）
- カナダ
  - 在カナダ大使館（オタワ）
  - 在モントリオール総領事館
- キューバ
  - 在キューバ大使館（ハバナ）
- コスタリカ
  - 在コスタリカ大使館（サンホセ）
- コロンビア
  - 在コロンビア大使館（ボゴタ）
- チリ
  - 在チリ大使館（サンティアゴ）
- ドミニカ共和国
  - 在ドミニカ共和国大使館（サントドミンゴ）
- トリニダード・トバゴ
  - 在トリニダード・トバゴ大使館（ポートオブスペイン）
- ニカラグア
  - 在ニカラグア大使館（マナグア）
- パナマ
  - 在パナマ大使館（パナマシティ）
- パラグアイ
  - 在パラグアイ大使館（アスンシオン）
- ブラジル
  - 在ブラジル大使館（ブラジリア）
- ベネズエラ
  - 在ベネズエラ大使館（カラカス）
- ベリーズ
  - 在ベリーズ大使館（ベリーズシティ）
  - 在ベンケ・ビエホ・デル・カルメン（英語版）総領事館
- ペルー
  - 在ペルー大使館（リマ）
- ホンジュラス
  - 在ホンジュラス大使館（テグシガルパ）
  - 在サン・ペドロ・スーラ領事館
- メキシコ
  - 在メキシコ大使館（メキシコシティ）
  - 在オアハカ総領事館
  - 在サン・ルイス・ポトシ総領事館
  - 在タパチュラ総領事館
  - 在ティフアナ総領事館
  - 在テノシケ（スペイン語版、英語版）総領事館
  - 在トゥストラ・グティエレス総領事館
  - 在ベラクルス総領事館
  - 在モンテレイ総領事館
  - 在アカユカン（スペイン語版、英語版）領事館
  - 在コミタン領事館
  - 在シウダード・イダルゴ（スペイン語版、英語版）領事館
  - 在アリアガ（スペイン語版）領事事務所

## オセアニア
- オーストラリア
  - 在オーストラリア大使館（キャンベラ）

## ヨーロッパ
- イギリス
  - 在イギリス大使館（英語版）（ロンドン）
- イタリア
  - 在イタリア大使館（ローマ）
- オーストリア
  - 在オーストリア大使館（ウィーン）
- オランダ
  - 在オランダ大使館（ハーグ）
- スイス
  - 在スイス大使館（ベルン）
- スペイン
  - 在スペイン大使館（マドリード）
- ドイツ
  - 在ドイツ大使館（ベルリン）
- バチカン
  - 在バチカン大使館（ローマ）[注釈 1]
- フランス
  - 在フランス大使館（パリ）
- ベルギー
  - 在ベルギー大使館（ブリュッセル）
- ロシア
  - 在ロシア大使館（モスクワ）

## 国際機関
- 欧州連合
  - 欧州連合グアテマラ政府代表部（ブリュッセル）
- 国際民間航空機関
  - 国際民間航空機関グアテマラ政府代表部（モントリオール）
- 国際連合
  - 国際連合グアテマラ政府代表部（ニューヨーク）
  - ジュネーブ国際機関グアテマラ政府代表部（ジュネーブ）
- ユネスコ
  - 国際連合教育科学文化機関グアテマラ政府代表部（パリ）
- 国際連合食糧農業機関
  - 国際連合食糧農業機関グアテマラ政府代表部（ローマ）
- 米州機構
  - 米州機構グアテマラ政府代表部（ワシントンD.C.）